# Heroes of Might and Magic III
Heroes of Might and Magic III: The Restoration of Erathia est un jeu vidéo de stratégie au tour par tour développé par New World Computing et publiée par The 3DO Company en février 1999 sur PC puis en décembre de la même année sur Macintosh et Linux. Une version Dreamcast est également un temps envisagée, pour une sortie en 2001, mais celle-ci est finalement annulée. Il est le troisième épisode de la série et fait suite à Heroes of Might and Magic II. Il se déroule dans le même univers médiéval-fantastique, peu après les événements de Might and Magic VI, et relate les affrontements liés à la reconquête d’Erathia par la reine d’Enroth, Catherine Ironfist. Comme ses prédécesseurs, il combine deux phases de jeu distinctes, une phase stratégique et des combats tactiques, et intègre des éléments de jeu vidéo de rôle. Il y apporte cependant plusieurs améliorations, aussi bien au niveau des graphismes que du gameplay qui se voit enrichi par l’ajout de nouvelles factions, d’un système de héros plus complet et d’une nouvelle dimension avec l'introduction d'un niveau souterrain.
À sa sortie, le jeu connait un certain succès critique et commercial et il est généralement considéré comme le meilleur épisode de la série. Dans la foulée de ce succès, le studio en développe une première extension, Armageddon's Blade, qui est publiée en septembre 1999 et qui introduit notamment de nouvelles campagnes et une nouvelle faction. Elle est suivie d’une deuxième extension, The Shadow of Death, publié sous forme de standalone en mars 2000, qui inclut notamment un éditeur de campagne. Surfant sur son succès, New World Computing développe également un quatrième épisode, Heroes of Might and Magic IV, qui est publié en 2002 et qui intègre un certain nombre d'innovations par rapport aux trois premiers volet de la série, avec notamment la possibilité de faire participer les héros aux combats. Après la banqueroute de 3DO en 2003, la franchise est rachetée par Ubisoft qui confie à d'autres développeurs le développement de trois nouvelles suites : Heroes of Might and Magic V (2006), Might and Magic: Heroes VI (2011) et Might and Magic: Heroes VII (2015).
En 2015, le jeu est réédité par Ubisoft en version haute définition. Cette nouvelle version n'inclut cependant pas les deux extensions dont le code source aurait été perdu. Le jeu, accompagné de ses deux extensions, est également disponible en téléchargement sur le site GOG.com. Cette dernière  bénéficie d’un mod gratuit qui permet de jouer en haute définition.

## Trame

### Univers

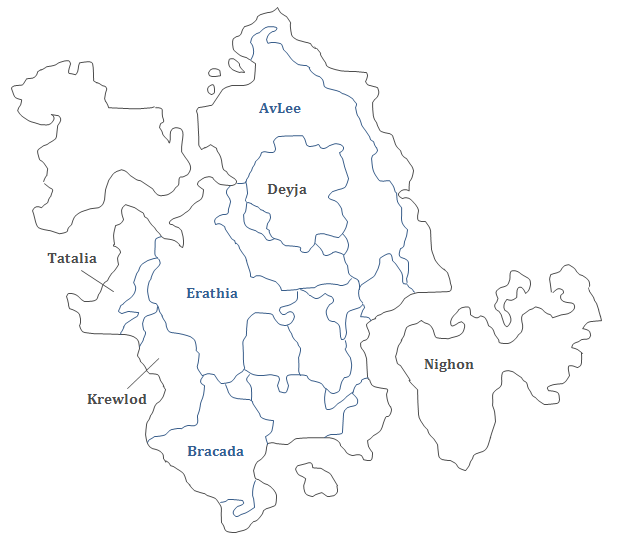
Carte du continent fictif d'Antagarich où se déroulent les campagnes du jeu.

Heroes of Might and Magic III se déroule dans un univers médiéval-fantastique.

### Scénario

#### The Restoration of Erathia
Le scénario de Heroes of Might and Magic III: The Restoration of Erathia prend place peu après les évènements racontés dans Might and Magic VI : Le Mandat céleste. Depuis la disparition du roi d’Enroth, Roland Ironfist, son épouse, Catherine Ironfist, règne seule sur le royaume. Au début du jeu, elle apprend la mort de son père, le roi Gryphonheart du royaume d’Erathia, et décide de retourner sur ses terres natales. En arrivant à Antagarich, elle découvre que les armées des Nighon et des Eeofol ont pris la capitale d’Erathia, Steadwick, et que la frontière ouest du royaume est menacée par les escarmouches lancées par les Tatalia et les Krewlod. Elle tente alors de rallier ses anciens alliés à sa cause afin de repousser les forces démoniaques qui ravagent le royaume. Aidé des magiciens de Bracada et des elfes d’Avlee, elle reprend le contrôle de Steadwick puis parvient à mettre fin aux attaques qui menacent les frontières du royaume. Peu après, Lucifer Kreegan, un commandant de l’armée des Eeofol, lui envoie un messager qui lui apprend qu’il retient prisonnier le roi Roland Ironfist. Les elfes d’Avlee envahissent alors Eeofol mais ne parviennent pas à secourir le roi qui est transporté plus au nord. Catherine mène ensuite ses troupes à la conquête de Nighon et parvient à repousser leurs armées jusqu’à leur île natale. Elle apprend alors que les véritables investigateurs de cette guerre, et les assassins de son père, sont en fait les nécromanciens de Deyja. Ces derniers parviennent à pénétrer dans le tombeau royal et ramène le roi Gryphonheart à la vie sous la forme d’une liche. Sa puissance le rend cependant incontrôlable et les nécromanciens doivent alors s’allier avec la reine Catherine pour le détruire.
Alors que la guerre de restauration d’Erathia se termine, de nouveaux troubles apparaissent à la frontière entre Erathia et AvLee où un groupe d’indépendantistes tente de faire sécession

#### Armageddon's Blade
Le scénario de la campagne principale d'Armageddon's Blade prend place peu après les évènements racontés dans Might and Magic VII : Pour le sang et l'honneur. Profitant de la faiblesse d’Erathia, consécutive à la guerre, l’armée d’Eeofol envahit à nouveau le royaume. Leur nouveau roi, Lucifer Kreegan, charge alors son général Xeron de retrouver un ancien artefact, l’épée de l’Armageddon, capable de détruire le monde d’Enroth. Pour l’arrêter, les royaumes d’Erathia et d’Avlee lance une attaque contre Eeofol avec l’aide des élémentaux et d’un mystérieux guerrier elfe, Gelu. Xeron parvient néanmoins à obtenir l’artefact qu’il recherche mais à son retour à Eeofol, il est défait par Gelu qui récupère l’épée et s’en sert pour tuer Lucifer Kreegan. Il conserve ensuite l’épée alors que le roi Roland et la reine Catherine retournent dans leur royaume.

#### The Shadow of Death
Les campagnes de The Shadow of Death tiennent lieu de préquel aux évènements de Might and Magic VI et de Heroes of Might and Magic III. Le scénario retrace la quête du nécromancien Sandro, arrivée sur le continent Antagarich peu après les évènements de Heroes of Might and Magic II, pour retrouver deux puissants artefacts et prendre le contrôle de la région. Déguisé en humain, il parvient à convaincre la sorcière Gem et le barbare Crag Hack de retrouver les morceaux des deux artefacts, disséminés sur le continent. Lorsqu’ils y parviennent, il s’en empare sans respecter sa part du contrat et réussit à les réassembler. Grâce à leurs pouvoirs, il parvient à vaincre son ancien maitre, le sorcier Ethric, puis prend le contrôle du royaume des nécromanciens de Deyja sur le trône duquel il installe un souverain fantoche. Pour le combattre, les héros Gem, Gelu, Yog et Crag Hack se réunissent dans les plaines de Bragden mais, surpris par Sandro, ils sont forcés de s’enfuir. Ils se lancent alors à la recherche d’un puissant artefact puis, l’ayant trouvé, il attaque Deyja et parviennent à vaincre Sandro. Après sa défaite, Sandro manigance une nouvelle invasion d’Erathia et, avec l’aide du seigneur Haart, il parvient à empoisonner le roi Gryphonheart. Il s’allie ensuite aux Kreegans et aux Nighons pour attaquer Erathia mais est trahi par son roi fantoche, Finneas Vilmar, qui part à la conquête du royaume humain comme raconté dans The Restoration of Erathia.

## Système de jeu
Heroes of Might and Magic III est un jeu de stratégie au tour par tour, parfois classé dans le sous-genre des jeux 4X. Le jeu intègre également des éléments de jeu vidéo de rôle bien que le joueur y commande des armées, et non simplement un ou plusieurs aventuriers comme dans un jeu de rôle classique. Comme ses prédécesseurs, Heroes of Might and Magic et Heroes of Might and Magic II, il propose deux phases de jeu distinctes : une phase stratégique (écran d’aventure) où le joueur déplace son héros sur la carte et gère ses cités et ses ressources, et une phase tactique (écran de combat) qui prend place sur un plateau divisé en cases hexagonales sur lequel se déroule les affrontements.

### Aventure

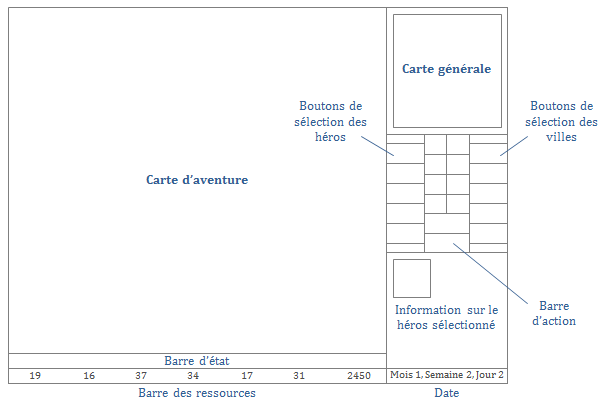
Schéma de l'interface de l'écran d'aventure.

Sur l’écran d’aventure, le joueur dirige son armée afin de récupérer des trésors et de prendre le contrôle de cités, de châteaux et de sites de production qui génèrent des ressources. Grâce à ces ressources, il peut développer les infrastructures de son château ou recruter des créatures pour renforcer l’armée de son héros. La phase stratégique se déroule au tour par tour, chaque tour correspondant à une journée. Au début de chaque jour, les joueurs engrangent une certaine quantité d’or et de ressource en fonction des cités et des mines qu’ils contrôlent et, au début de chaque semaine, de nouvelles créatures peuvent être recrutées. Le joueur ne peut effectuer qu’un certain nombre d’action par jour. Les déplacements d’un héros dépendent ainsi du nombre de points de mouvement dont celui-ci dispose et le joueur ne peut construire qu’un nouveau bâtiment par tour dans chaque cité. Chaque joueur débute généralement la partie avec un héros, accompagné de quelques créatures, ainsi qu’avec une cité. Un brouillard de guerre recouvre au départ toute la carte mais celui-ci disparait au fur et à mesure que les héros du joueur l’explorent. Ce dernier peut ensuite voir tout ce qui se passe dans les zones ainsi révélées. En plus d’explorer la carte, les héros peuvent récupérer des trésors et des artefacts, visiter des bâtiments neutres pour obtenir des bonus, et prendre le contrôle de mines et de sites de production qui génèrent les différentes ressources qui permettent au joueur de développer son château ou de recruter des créatures. Pour cela, ils doivent souvent combattre des groupes de monstres errants qui contrôlent l’accès à certaines zones de la carte ou à certaines ressources. Une armée ne peut être constituée que de sept types de troupes, quel que soit le nombre de créature du même type que compte celle-ci. En plus du héros qu’il contrôle au début de la partie, le joueur peut en recruter de nouveaux dans les tavernes de ses cités.

### Héros

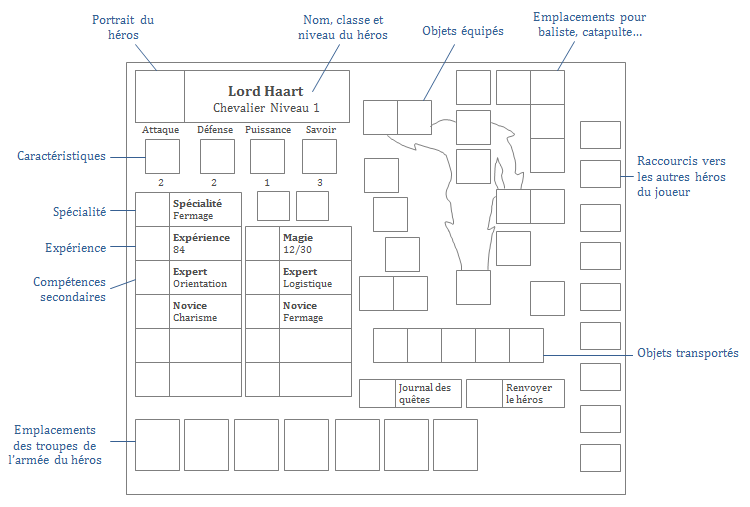
Schéma d'une fiche de personnage avec ses caractéristiques et son inventaire.

À chaque faction (ou château) correspond deux classes de héros, une spécialisée dans le combat et une dans la magie, comme le chevalier et le clerc pour la faction du château. Seize classes de héros sont ainsi disponibles dans le jeu, dont l’alchimiste, le mage guerrier, le druide et l’hérétique qui font leur apparition dans ce nouveau volet. Au total, le jeu propose 126 héros différents qui ont chacun leur propre nom et portrait ainsi qu’une spécialité,. Ces spécialités incluent notamment l’amélioration des caractéristiques d’une créature, un gain de ressource journalier, l’amélioration d’une compétence ou la maitrise d’un sortilège. Les héros disposent de quatre caractéristiques : attaque, défense, savoir et puissance. L’attaque et la défense sont ajoutés à celles des créatures qui composent l’armée du héros, le savoir détermine le nombre de points de magie dont dispose le héros et la puissance influe sur la durée et les effets de ses sorts. Les statistiques des héros s’améliorent lorsqu’ils gagnent un niveau après avoir accumulé suffisamment d’expérience lors des combats ou dans des lieux spéciaux de la carte comme les camps d’entrainements. Au passage à un niveau supérieur, le joueur peut également choisir entre plusieurs compétences secondaires celle qu’il souhaite développer. Un héros peut ainsi apprendre jusqu’à huit compétences, parmi les 28 disponibles dans le jeu. Ces dernières lui permettent par exemple de convaincre des créatures de se joindre à lui (diplomatie), d’augmenter sa vitesse de déplacement (ravitaillement), de générer des revenus régulier (fermage) ou des squelettes après chaque combat (nécromancie). Chaque compétence a plusieurs niveaux et des bâtiments disséminés sur la carte stratégique permettent d’en apprendre de nouvelles. Outre ces compétences, les héros peuvent apprendre des sorts. Ces sorts sont débloqués en construisant puis en améliorant la guilde des mages dans un château. Le jeu propose 64 sorts différents classés dans quatre écoles de magie (feu, eau, terre et air) et suivant cinq niveaux de puissance. Certains peuvent être utilisés sur la carte d’aventure, notamment pour améliorer la mobilité des héros en lui permettant de survoler les obstacles ou de se téléporter vers un endroit proche ou dans un château. La majorité des sorts est cependant dédiés aux combats. Les sorts de feu sont principalement destinés a fait des dégâts aux créatures adverses alors que la magie de la terre a plutôt une vocation défensive. La magie de l’eau a une utilisation plus détournée avec notamment un sort de téléportation et un sort qui permet de cloner une créature. La magie de l’air est, de son côté, plutôt orientée sur la vitesse et les déplacements, bien qu’elle propose quelques sorts offensifs. Les héros ont également la possibilité d'acheter une baliste, qui attaque à distance et plus ou moins aléatoirement, un chariot de munition (pour les unités qui attaquent à distance) et une tente de premier soin qui permet de soigner les créatures blessées au combat.

### Cités
Grâce aux ressources acquises par l’intermédiaire de ses héros, le joueur peut développer sa cité afin d’augmenter ses revenus ou de produire des unités plus puissantes. Chaque cité propose dix-sept bâtiments différents. Certains sont communs à toutes les factions : la salle du conseil, le château, la guilde des mages, le marché, l’entrepôt, l’échoppe, la taverne et la forge. D’autres sont spécifiques à chaque faction, dont notamment huit spécialement dédiés au recrutement des créatures et qui peuvent être améliorés afin de débloquer des unités plus puissantes,. La salle du conseil génère des revenus d’or journalier, qui peuvent notamment être utilisé pour recruter des troupes ou des héros. Celle-ci peut être amélioré jusqu’à devenir un capitole, qu’il n’est possible de construire que dans une seule cité et qui rapporte 4 000 pièces d’or par tour. Construire certains bâtiments et recruter les créatures les plus puissantes nécessite des ressources spécifiques comme le bois, le soufre, le cristal, la pierre, les gemmes et le mercure. Pour les obtenir, le joueur doit prendre le contrôle de site de production et de mines disséminés sur la carte avec un héros. Le joueur peut également améliorer son château pour renforcer les défenses de sa cité, augmenter la production hebdomadaire de créatures et débloquer certains bâtiments.

### Factions
Huit places fortes différentes (château, rempart, tours, hadès, nécropole, donjon, bastion et forteresse) sont disponibles dans le jeu. Chacun dispose de sept types de créatures spécifiques qui peuvent toutes être améliorées. Outres leurs créatures, ils se différencient également par certains bâtiments spécifiques qu’il est possible d’y construire.
- Places fortes des humains, le château permet de recruter des troupes équilibrées, utiles à tous les niveaux et adaptées à des joueurs débutants. Il est possible d’y construire une écurie, qui augmente la vitesse des héros qui passent en ville jusqu'à la fin de la semaine, et un phare, qui augmente la vitesse de déplacement de tous les navires. La guilde des mages du château ne peut en revanche pas dépasser le quatrième niveau. Le château permet notamment de recruter des lanciers, des arbalétriers, des griffons, des paladins, des moines, des cavaliers et des archanges.Leurs 2 types de héros sont les clercs ou les chevaliers.
- Domaine des créatures sylvestres, le rempart fournit des troupes peu homogènes dont l’utilisation demande une certaine finesse. Le joueur peut notamment y construire une corne d’abondance qui, à la fin de chaque semaine, ajoute 10 % de l’or qu’il a en stock à sa réserve. Les remparts permettent notamment de recruter des centaures, des nains, des elfes, des pégases, des gardes sylvaniens, des licornes et des dragons verts ou dorés. Leurs 2 types de héros sont les druides ou les rôdeurs.
- Les troupes des tours sont particulièrement efficaces en défense grâce à leurs nombreuses unités qui attaquent à distance. Il est possible d’y construire un bâtiment qui donne un bonus de savoir aux héros qui visitent la cité, une bibliothèque qui augmente le nombre de sorts disponible dans la guilde des mages et un observatoire qui découvre le terrain autour de la cité. Le joueur peut, entre autres, y recruter des lutins, des gargouilles, des golems, des mages, des génies, des nagas et des titans. Leurs 2 types de héros sont les magiciens ou les alchimistes.
- Les troupes issues des enfers sont principalement composées de combattant au corps à corps. Le joueur peut y construire un passage, qui permet de voyager instantanément d’une ville à une autre, et un bâtiment qui donne un bonus de puissance aux héros qui visitent la cité. Il peut y recruter des diablotins, des gogs, des cerbères, des démons, des seigneurs des abîmes, des Éfrits et des diables. Leurs deux types de héros sont les hérétiques ou les apostats.
- Les troupes de la nécropole sont lentes, n’ont pas de moral et ne sont vraiment efficace que sous les ordres d’un nécromancien ou d’un chevalier de la mort. Elles sont en revanche bien équilibrés et bénéficient particulièrement de la compétence nécromancie qu’il est possible d’améliorer grâce à un bâtiment. La nécropole peut aussi accueillir un ossuaire qui permet de transformer n’importe quelle créature en squelette. Outre ces derniers, elle permet de recruter des zombies, des spectres, des vampires, des liches, des chevaliers noirs et des dragons squelettes.Leurs 2 types de héros sont les nécromanciens ou les chevaliers de la mort.
- Place forte des créatures des profondeurs, les donjons disposent de troupes très puissantes dont les dragons noirs. Il est possible d’y construire un bâtiment qui double les points de magie des héros qui passent, une académie qui donne un bonus d’expérience à tous les héros et un portail d’invocation qui permet de recruter les unités d'un bâtiment de génération de créatures possédé en dehors de votre ville. Le donjon permet notamment de recruter des troglodytes, des harpies, des œils démoniaques, des méduses, des minotaures, des manticores et des dragons rouges ou noirs. Leurs 2 types de héros sont les mages de guerre ou les seigneurs de guerre.
- Domaine des peaux vertes comme les orcs et les gobelins, les troupes du bastion sont relativement faible en début de partie mais deviennent vite redoutables. Il est possible d’y bâtir un marché aux esclaves, qui permet d’échanger des créatures contre des ressources, et un tunnel qui permet à un héros de s’échapper lors d’un siège. Outre les gobelins et les orcs, le bastion permet de recruter des chevaucheurs de loups, des ogres, des aigles, des cyclopes et des béhémoths. Leurs 2 types de héros sont les shamans ou les barbares.
- Planté au cœur des marais, la forteresse dispose de troupes relativement lentes. Le joueur peut y construire une cage de privation, qui renforce la défense des héros de passage, et y recruter des gnolls, des hommes-lézards, des guêpes-serpent, des basilics, des gorgones, des wyvernes et des hydres. Leurs 2 types de héros sont les sorcières ou les belluaires.

### Combats
Lorsque deux armées ennemies se rencontrent sur la carte stratégique, le jeu offre la possibilité de laisser l’ordinateur résoudre le combat automatiquement. Sinon, il bascule sur un écran tactique (écran de combat) qui prend la forme d'un plateau de jeu divisé en cases hexagonales où chaque groupe de créatures est représenté par une figurine animé. Le joueur y contrôle ses groupes de créatures dont il peut définir les déplacements et les cibles. Les créatures peuvent se déplacer et attaquer chacune à leur tour, de la plus rapide à la plus lente,. Les héros ne peuvent pas participer directement au combat mais peuvent faire bénéficier de bonus à leurs créatures, acquis par l’expérience ou des objets magiques, et lancer des sorts. Les combats prennent également en compte la chance et le moral des troupes. La chance peu ainsi permettre de doubler les dégâts infligés par un groupe lors d’une attaque et le moral peut lui permettre de rejouer ou au contraire lui faire passer son tour. De nombreuses unités disposent de capacités spécifiques qui peuvent être utilisées pendant les affrontements. Les archanges peuvent ainsi ressusciter leurs alliés tombés au combat, les licornes peuvent créer une barrière de protection contre la magie et les cavaliers font plus de dégâts lorsqu’ils chargent leur ennemi.

### Modes de jeu
Le jeu inclut sept campagnes ainsi que de nombreux scénarios prédéfinis. Seule trois campagnes, les plus courtes, sont au départ disponible et il faut les terminer pour accéder aux deux suivantes, qu’il faut ensuite terminer afin d’accéder à la campagne finale. Il est également possible d’accéder à une campagne secrète. Pour cela, le joueur doit sauvegarder à la fin de la campagne finale, regarder la cinématique de fin recharger la partie. D’un scénario à l’autre, le joueur conserve certains héros avec leur expérience mais ils sont généralement bloqués à un certain niveau. Le jeu propose également un mode multijoueur dans lequel jusqu'à huit joueurs peuvent s'affronter par modem, en réseau local ou sur Internet. Il est aussi possible de jouer à plusieurs et chacun a son tour sur le même ordinateur. Il dispose également d'un éditeur de niveau qui permet de créer ses propres cartes et d’un programme permettant de convertir les cartes d’Heroes of Might and Magic II vers ce nouvel opus,.

## Développement

### Conception artistique
Le développement du jeu débute le 29 septembre 1997. Pour le superviser, New World Computing recrute en 1997 David Mullich, que Jon Van Caneghem a rencontré lors de la Game Developers Conference de San Francisco en 1994. Ni David, ni l’équipe de direction ne sont à l’époque satisfait de la direction artistique prise par la série et sa première tâche consiste donc à trouver un nouveau directeur artistique. Après s’être entretenu avec chacun des artistes du studio, son choix se porte sur Phelan Sykes qui partage son avis sur la nécessité de revoir en profondeur le style artistique de la franchise. À la même époque, New World Computing recrute également Greg Fulton pour superviser l’équipe de concepteurs du jeu. David Mullich lui fait rapidement part de son souhait de s’éloigner des graphismes très « dessin-animé » des premiers épisodes pour se rapprocher de la fantasy classique comme celle de l’univers de Warhammer. Ensemble, ils consultent de nombreux artworks d’artistes comme Boris Vallejo, Larry Elmore et Rowina Morill et sélectionnent des images de héros, de créatures et d’environnement qui leur semble correspondre à l’aspect visuel recherché. Ils trient ensuite cette collection en huit thèmes, chacun correspondant à une faction du jeu. David Mullich passe ensuite la majeure partie de son temps à superviser, avec Phelan Sykes et son assistante Rebecca Riel, la transition de l’équipe artistique vers ce nouveau style graphique. Au total, le jeu a nécessité la création de plus de 10 000 artworks par les vingt artistes de l’équipe qui inclut notamment l’illustrateur George Almond, le superviseur de l’animation Adam McCarthy et le concepteur de l’interface Scott White. La réalisation des cinématiques est confiée à un sous-traitant dont le travail est supervisé par Phelan Sykes. La réalisation audio est supervisée par Rob King qui, avec Paul Romero et Steve Baca, a créé les musiques, les effets sonores et le doublage du jeu.

### Conception
La conception du jeu est supervisée par Gregory Fulton et Jon Van Caneghem. Ensemble, ils définissent notamment les statistiques des créatures et des autres éléments du jeu. Ils utilisent pour cela un tableau Excel afin de vérifier que celles-ci sont correctement équilibrées avant de les implémenter dans le jeu. Outre la conception, Greg Fulton supervise également l’équipe des concepteur de niveaux, dirigée par Jennifer Bullard, ainsi que Chris Vanover, l’animateur de communauté de l’équipe, qui est chargé de communiquer sur l’avancement du développement auprès des fans de la série. Ce dernier est également chargé de définir les noms des huit héros d’Erathia et d’écrire une courte biographie pour chacun des 128 héros du jeu. Plusieurs héros du jeu sont basés sur des membres de l’équipe de développement, dont notamment Sir Mullich (David Mullich) et le chevalier Christian (Chris Vanover). Le barbare Crag Hack s’inspire lui d’un personnage créer par Jon Van Caneghem lorsqu’il jouait à Donjons et Dragons. Au cours du développement, Gregory Fulton et Jon Van Caneghem envisagent d'introduire des sorts utilisables sur la carte d'aventure durant plusieurs tours ainsi que la possibilité de déformer le terrain. Ces idées sont cependant abandonnées mais les développeurs prévoient de réutiliser certaines d’entre elles pour un éventuel quatrième épisode. La possibilité d'autoriser les groupes de créatures neutres à se déplacer est également envisagée mais abandonnée pour éviter que la durée des tours ne s'allonge trop.

### Programmation
Après s’être occupé de l’aspect visuel du jeu, David Mullich se focalise sur la programmation. La plupart des programmeurs du studio travaillent à l’époque sur la franchise Might and Magic et son équipe ne compte donc au départ qu’un seul programmeur, George Ruof. Il doit donc en recruter de nouveaux et se tourne pour cela vers deux ingénieurs avec qui il avait travaillé sur I Have No Mouth, and I Must Scream : John Bolton, qu’il nomme chef de la programmation, et David Richey, qu’il assigne à la programmation de l’éditeur de niveau. L’équipe de développement est ensuite renforcé avec le recrutement de John Krause pour la programmation système, de Jeff Leggett pour l’aspect multijoueur et de Gus Smedstad pour l’intelligence artificielle. L’équipe ne dispose que de quatorze mois pour développer le jeu et décide donc de réutiliser le moteur de Heroes of Might and Magic II afin de gagner du temps. Les développeurs y ajoutent de nombreuses fonctionnalités dont les améliorations de créatures, un niveau souterrain, un système de magie repensé et de nombreux nouveaux bâtiments sur la carte d’aventure. Ils revoient également entièrement l’éditeur de niveau afin d’y inclure un système de quête et de donner plus de latitudes aux concepteurs de niveaux.

## Versions et extensions

### Versions
La version originale du jeu, développée par New World Computing, est publiée par The 3DO Company le 28 février 1999 en Amérique du Nord puis en juin de la même année en Europe,,. Le jeu est ensuite porté sur Macintosh par New World Computing et sur Linux par Loki Software en décembre 1999. Une version destinée à la console Dreamcast est un temps en projet, pour une sortie prévue en 2001, mais celle-ci est finalement annulée.
En 2015, le jeu est réédité par Ubisoft en version haute définition. Cette nouvelle version n'inclut cependant pas les deux extensions dont le code source aurait été perdu. Le jeu, accompagné de ses deux extensions, est également disponible en téléchargement sur le site GOG.com. Cette dernière bénéficie d’un mod gratuit qui permet de jouer en haute définition,.

### Extensions

#### Armageddon's Blade
New World Computing commence à développer une première extension début 1999. Les développeurs souhaitent au départ centrer son scénario autour d’une nouvelle faction futuriste, la Forge, afin d’être dans la continuité de la fin « funeste » de Might and Magic VII et de mettre en avant l’aspect science-fiction de la franchise Might and Magic jusque-là absent de la série des Heroes of Might and Magic. Lors de l'Electronic Entertainment Expo de 1999, le studio présente cette nouvelle faction et six de ses créatures, incluant notamment des zombis équipés de tronçonneuses, des soldats gobelins et des humanoïdes armés de lance-flammes. Elle est cependant très critiquée par certains fans de la série pour qui l’introduction d’éléments de science-fiction dans le jeu risque de mettre à mal l’atmosphère de fantasy de la série. Bien que la Forge soit déjà implémenté dans le jeu, New World Computing décide donc, en plein milieu du développement, d’abandonner cette idée et d’en supprimer toute référence dans le jeu. Ils écrivent donc un nouveau scénario, dans la continuité de la fin « heureuse » de Might and Magic VII, et remplacent la Forge par une nouvelle faction, le Conflux, qui était déjà en préparation pour une deuxième extension,.
Cette première extension, développé par New World Computing et baptisé Armageddon's Blade, est publié par The 3DO Company en septembre 1999. Celle-ci inclut six nouvelles campagnes. Outre les campagnes, elle contient de nombreuses nouvelles cartes dont certaines sont prévues pour jouer en équipe. Elle ajoute notamment une nouvelle faction, le Conflux, que la première campagne de l’extension permet de découvrir petit à petit. Cette nouvelle faction forme une armée homogène dont la particularité est d’infliger des dégâts très aléatoires et de disposer de la créature la plus rapide du jeu, le phénix. Le Conflux dispose également des fées, une unité de base très rapide mais peu résistante. Il intègre également les élementaux de feu, de terre ou d'eau ainsi que ceux de pur magie, déjà présent dans le jeu original et ses prédécesseurs en tant que créatures neutres. Le Conflux dispose d'un bâtiment spécifique, qui permet d'acheter des compétences spécialisées pour chacune des quatre écoles de magie du jeu, mais ne peut pas construire de dispositifs défensifs supplémentaires dans ses places fortes. Leurs 2 types de héros sont les marcheurs ou les conjureurs.Outre cette nouvelle faction, l’extension réintroduit de nombreuses créatures présente dans Heroes of Might and Magic II comme les paysans, les hobbits, les trolls, les bandits, les nomades, les chevaucheurs de sangliers et les momies ainsi que deux créatures inédites, les enchanteurs et les archers elfes qui ont la particularité d'ignorer les obstacles. Toutes ces nouvelles créatures sont classées comme neutre mais peuvent être recrutés par l’intermédiaire de bâtiments spécifiques disséminés sur la carte,. De nouvelles sortes de dragons, dont la puissance est largement supérieure à celle des meilleurs troupes qu’un joueur peut recruter, font également leur apparition. Armageddon's Blade ajoute également de nouvelles options qui permettent par exemple de laisser des troupes près d'un site de production de ressource pour le garder. L'extension ne propose en revanche pas de nouveaux lieux, sorts ou artefacts. Enfin, Armageddon's Blade introduit un éditeur de campagnes  ainsi que la possibilité de générer des cartes aléatoirement,,.

#### The Shadow of Death
Une deuxième extension développée par New World Computing et baptisée The Shadow of Death est publiée par The 3DO Company en mars 2000. Distribuée sous la forme d’un standalone, elle contient la version complète du jeu original ainsi que la plupart des fonctionnalités de Armageddon's Blade. Elle n’inclut en revanche pas les nouvelles campagnes et scénario de cette dernière, ni sa nouvelle faction,. À la place, elle introduit sept nouvelles campagnes et 38 nouveaux scénarios. Les nouvelles campagnes se déroulent avant les événements du jeu original. Dans celles-ci, le royaume d'Antagarisch doit faire face à la menace du nécromancien Sandro, qui cherche à prendre le contrôle de la région en réunissant certains artefacts, et doit pour cela retrouver une épée légendaire. Outre les campagnes et les scénarios, la principale nouveauté réside dans l’ajout de douze combinaisons d’artefacts qu’un héros peut réunir pour obtenir des bonus supplémentaires. Chacune comprend entre trois et neuf artefacts différents et a le potentiel d’augmenter sensiblement la puissance d’un héros. The Shadow of Death introduit également sept nouveaux types de terrains qui confère des bonus ou des pénalités aux héros qui les traverse ,. Elle inclut également quatre nouveaux héros et vingt-trois nouvelles créatures neutres, issues de Armageddon's Blade ou inédites, dont de nouveaux types de dragons et des archers elfes ne souffrant pas des pénalités liés à la distance,. Les caractéristiques de certaines unités du jeu original ont de plus été modifié, afin d’améliorer l’équilibrage du jeu, et les douves des châteaux font maintenant des dégâts aux unités qui les traversent. De nouvelles options font également leur apparition, comme la possibilité de choisir le niveau de difficulté lors des campagnes ou celle de choisir entre le recrutement d’une unité entre sa version de base et celle améliorée,. Enfin, l’extension inclut également un  éditeur de campagne ainsi qu’un éditeur de scénario,.

## Accueil

### Version originale
| Heroes of Might and Magic III |      |        |
| Média                         | Pays | Note   |
| Computer Gaming World         | US   | 4,5/5  |
| Cyber Stratège                | FR   | 5/5    |
| Game Revolution               | US   | B+     |
| GameSpot                      | US   | 91 %   |
| Gamezilla                     | US   | 85 %   |
| Gen4                          | FR   | 5/6    |
| Jeuxvideo.com                 | FR   | 85 %   |
| IGN                           | US   | 90 %   |
| Joystick                      | FR   | 95 %   |
| PC Jeux                       | FR   | 90 %   |
| Compilations de notes         |      |        |
| GameRankings                  | US   | 86,7 % |

À sa sortie, Heroes of Might and Magic III est très bien accueilli par la presse spécialisée qui salue notamment la qualité de sa réalisation, ses innombrables nouveautés, l’efficacité de son système de jeu et son incroyable durée de vie. Techniquement, le jeu est en effet salué par la plupart des critiques qui notent en particulier une nette amélioration de son aspect visuel par rapports aux précédents opus de la série,. Le site GameSpot juge ainsi que ses graphismes sont « magnifique » pour un jeu de stratégie au tour par tour, constat que partage le site IGN qui le décrit comme le plus beau jeu du genre,. La presse met notamment en avant le « soin apporté à la réalisation de ses décors » mais salue également ses animations qui, d’après le magazine Gen4, lui permette de proposer les « combats les mieux animés » d’un jeu de ce type. Seul le journaliste de PC Jeux n’est pas convaincu par les graphismes du jeu qu’il trouve « plaisant » mais « un peu pauvres ». Les critiques saluent également son ambiance sonore qui est par exemple jugée « remarquable » par le magazine Joystick. Ses musiques sont particulièrement encensées par les critiques qui les jugent « excellente », « incroyable » et « parfaitement adaptées » à l’ambiance et au thème du jeu,.
En matière de gameplay, son interface graphique fait l’unanimité dans la presse qui la décrit comme « un modèle d’ergonomie » dont la prise en main est immédiate, malgré la complexité du jeu,. Plus globalement, les critiques notent que les principes de bases du jeu n’ont pas évolué  par rapport aux précédents opus de la série,. Elles saluent cependant les innombrables nouveautés apportées par ce nouveau volet qui lui donnent plus de profondeur et de nouvelles options stratégique, tout en améliorant l’équilibre entre les factions,. Pour le site GameSpot, ces améliorations et ajustements accentuent en effet les points forts de Heroes of Might and Magic II, sans être excessifs, ce qui en fait une des suites les plus réussies jamais réalisé. Le journaliste d’IGN partage cet avis et note que ces nouveautés en font le meilleur jeu de la série malgré quelques légers défauts comme l’absence de diplomatie et un système de sauvegarde maladroit. Toujours concernant le gameplay, certaines critiques s’attardent sur son système de combat. C’est notamment le cas de celle de GameSpot qui souligne son apparente simplicité et la complexité qui se cache derrière. Le site IGN fait un constat similaire mais regrette tout de même qu’en la matière, il ne tient pas la comparaison avec certains jeux de guerre. Enfin, la critique de Gen4 salue son excellente gestion des combats, qu’il considère comme les plus dynamiques d’un jeu au tour par tour, mais notent qu’ils manquent « un peu de pêche » et qu’ils sont un peu trop répétitifs. Le mode solo du jeu ne fait en revanche pas l’unanimité. Ainsi, si son scénario est jugé « délicieux » et son histoire « prenante » par le journaliste de Gen4, celui de Cyber Stratège regrette que son univers de référence soit un peu mince et ressemble trop à celui de son prédécesseur,. Si les campagnes sont jugées « bien conçue » par le site GameSpot, elles sont critiquées par le journaliste de Game Revolution, qui les trouvent trop courte, et par celui de Computer Gaming World qui les jugent « inégales » et regrette que son tutoriel soit mal conçu et qu’il n’est pas possible de relancer une mission d’une campagne terminée,. L’intelligence artificielle reçoit un accueil plus favorable puisqu’elle est jugée redoutable par les critiques de Gen4 et de Cyber Stratège, malgré quelques lacunes sur la carte d’aventure,. De son côté, le mode multijoueur d’Heroes of Might and Magic III est globalement  bien accueilli même si la presse met en avant quelques défauts. Pour le journaliste de PC Jeux, son mode multijoueur est en effet géré de manière quasi parfaite et pour le site GameSpot, il est bien meilleur que celui de ses prédécesseurs car il devient possible d’inspecter la carte et ses héros pendant le tour adverse,. Malgré cette possibilité, les journalistes de Computer Gaming World et de Cyber Stratège considèrent qu’il n’a pas grand intérêt en réseau, car il faut toujours attendre le tour des autres, mais jugent qu’il est toujours aussi bien en hotseat,. Les critiques regrettent également l’absence d’une option pour jouer par email, un système de tour chronométré déficient ainsi que l’absence de carte vraiment gigantesques,. Les critiques sont en revanches unanimes pour qualifier le jeu « d’addictif », et pour saluer sa durée de vie qui est par exemple jugé « monumentale » par Joystick et que le site IGN estime à entre six mois et un an,.
Globalement, le jeu est décrit comme une grande réussite par l’ensemble des critiques. Pour le journaliste de Computer Gaming World, ses qualités l’emportent ainsi largement sur ses quelques défauts pour en faire un jeu que tous les fans de stratégie se doivent d’essayer. De son côté, le magazine Cyber Stratège juge que s'il ne révolutionne pas le genre, il reste un « grand classique » qui conserve « la flamme des premiers jours » et reste extrêmement agréable à tous les niveaux. Cet avis est partagé par le site GameSpot pour qui il est simplement une excellente suite et un jeu de stratégie de premier ordre. Pour le site Game Revolution, c’est un bon jeu qui est amusant et addictif et bénéficie d’une durée de vie infinie. De son côté, le magazine Gen4 juge qu’il tient ses promesses et le décrit comme une nouvelle référence du genre. Ce constat est partagé par le  journaliste de PC Jeux pour qui il est un classique du genre qui plaira aussi bien aux amateurs de stratégie qu’aux joueurs occasionnels.

### Extensions

#### Armageddon's Blade
| Armageddon's Blade    |      |       |
| Média                 | Pays | Note  |
| Computer Gaming World | US   | 4,5/5 |
| Game Revolution       | US   | B+    |
| GameSpot              | US   | 80 %  |
| Gen4                  | FR   | 4/6   |
| IGN                   | US   | 90 %  |
| Joystick              | FR   | 71 %  |
| Compilations de notes |      |       |
| GameRankings          | US   | 88 %  |

À sa sortie, Armageddon's Blade est relativement bien accueilli par la presse spécialisée qui salue notamment la qualité de ses nouvelles campagnes ainsi que l’arrivée d’un générateur de cartes aléatoire et d’un éditeur de campagne. Au niveau de la réalisation, les critiques jugent que l’extension est plus ou moins identique au jeu original avec des graphismes toujours aussi « colorés, détaillés  et stylisés », des musiques de « grande qualité », des effets sonores « ordinaires » et de « magnifiques » scènes cinématiques,.
Concernant son système de jeu, la presse salue son gameplay, qui reste toujours aussi addictif que dans le jeu original, mais est plus mitigé au sujet de son contenu additionnel. En effet, si l’ajout d’une nouvelle faction, le Conflux, est considéré comme la principale nouveauté de l’extension, celle-ci est considéré légèrement décevante par plusieurs critiques. Pour le journaliste de Joystick, les unités qu’elle propose ne sont en effet pas vraiment originales et étaient pour la plupart déjà présente dans le jeu. Le site Game Revolution partage cet avis et ajoute que son thème architectural semble un peu bâclé et qu’elle n’apporte rien de vraiment nouveau en termes de gameplay. Enfin, pour le journaliste de GameSpot, les créatures du Conflux permettent des stratégies intéressantes, grâce à leurs immunités à certains éléments, mais n’ont aucun intérêt en début de partie. Outre cette nouvelle faction, les critiques ne notent que d’infimes et subtiles améliorations qui, bien qu’étant « agréables », sont loin de « révolutionner » le gameplay du jeu,. Les nouvelles campagnes sont en revanche saluées par les critiques. Pour le magazine Cyber Stratège, elles sont en effet d’un « niveau largement supérieur » à celles de Heroes of Might and Magic III et bénéficie de scénarios plus travaillés qui proposent « des situations variées et originales ». De son côté, le journaliste de GameSpot note qu’elles sont plus complexes et plus longues que celles du jeu original et celui de Joystick qu’elles offrent des missions toujours aussi prenantes et une « bonne durée de vie ». C’est cependant l’arrivé d’un générateur de cartes aléatoire et d’un éditeur de campagne qui est considéré comme le point fort de l’extension. Pour la critique du site Game Revolution, cette innovation prolonge en effet d’une manière quasi-infinie la durée de vie du jeu en permettant au joueur de créer tout ce qu’il souhaite. Ce constat est partagé par le journaliste de GameSpot qui juge ces deux ajouts « impressionnants » mais destinés aux fans de la série plutôt qu’aux débutants. 
Globalement, la presse salue la qualité et le contenu de l’extension et la recommande donc à tous les amoureux de la série malgré le peu d’amélioration de son système de jeu. C’est notamment le cas du magazine Cyber Stratège qui note que ses concepteurs ont tenu compte des remarques des joueurs pour créer une extension « indispensable » pour tous les fans de « l’un des meilleurs jeu de stratégie au tour par tour de la planète ». Le site GameSpot partage cette analyse et explique qu’elle est spécialement dédiée aux accros du jeu original et qu’elle n’a donc que peu d’intérêt pour les débutants. Pour le journaliste du magazine Gen4, l’extension « tombe à point pour les amoureux de Heroes 3 » et pour celui du site IGN, elle contient tous les ingrédients qui ont fait le succès de la série, avec suffisamment de nouveautés et d’améliorations pour renouveler l’expérience du jeu. La critique de Joystick est plus négative et fait part de sa déception du fait d’un manque de nouveauté en dehors de l’éditeur de campagne.

#### The Shadow of Death
| The Shadow of Death   |      |       |
| Média                 | Pays | Note  |
| Eurogamer             | GB   | 8/10  |
| Game Revolution       | US   | B     |
| GameSpot              | US   | 70 %  |
| Gen4                  | FR   | 4/6   |
| Jeuxvideo.com         | FR   | 15/20 |
| IGN                   | US   | 90 %  |
| Compilations de notes |      |       |
| GameRankings          | US   | 79 %  |

À sa sortie, The Shadow of Death est relativement bien accueilli par la presse spécialisée qui juge que ce standalone n’a pas grand-chose à offrir aux joueurs qui possèdent déjà le jeu original mais qu’elle est idéale pour ceux qui souhaitent découvrir la série. Au niveau de la réalisation, les critiques expliquent qu’elle propose les mêmes graphismes que ses deux prédécesseurs et qu’ils commencent donc à être datés, même s'ils restent agréables,. L’aspect des nouvelles créatures est par contre jugé réussi par le site IGN qui salue également l’arrivée de nouveaux types de terrains qui apportent plus de variétés à la carte d’aventure. La presse note également que les musiques n’ont pas changé et qu’elles continuent de remplir correctement leur rôle,. Le journaliste d’IGN regrette en revanche l’absence de nouvelles pistes audio qui auraient rendues la bande originale un peu moins « fade » pour ceux ayant déjà joué au jeu original.
Concernant son système de jeu, la presse salue son gameplay, qui reste toujours aussi  addictif que dans le jeu original, mais juge que The Shadow of Death n’offre pas grand-chose de nouveau aux fans de la série. Pour le site GameSpot, la plupart des nouveautés sont en effet issues de l’extension Armageddon's Blade et les quelques améliorations inédites sont très subtiles et ne changent pas grand-chose au gameplay global du jeu. Le journaliste de Jeuxvideo.com partage cet avis mais explique que si ces ajouts sont « loin d’être fulgurants », ils donnent une raison de plus aux joueurs ne connaissant pas la série de s’y intéresser et que, pour les fans, les nouvelles campagnes viennent « relancer l’intérêt du jeu original ». Le site Eurogamer considère en revanche que, compte tenu de leur difficulté, les campagnes sont plutôt destinées aux vétérans de la série qu’aux joueurs débutants et souligne un écart trop important de difficulté entre certaines missions, jugées plutôt simples, et d’autres, jugées quasiment impossibles. Concernant le mode multijoueur, le site IGN salue les subtiles améliorations de l’équilibre entre les factions et note que les nouvelles unités sont, elles-aussi, bien équilibrées. Le site Game Revolution remonte par contre des problèmes d’incompatibilités entre The Shadow Of Death et la précédente extension. Les critiques sont en revanche unanimes au sujet de l’importante durée de vie du jeu qui s'explique notamment par la présence de nombreuses campagnes et scénarios, du mode multijoueur et des éditeurs de cartes et de campagnes,.
Globalement, la presse salue le gameplay de The Shadow of Death, qui reste toujours aussi  addictif que celui du jeu original, mais juge que ce nouveau titre n’offre pas grand-chose de nouveau aux fans de la série. La plupart des critiques le recommande donc avant tout aux joueurs qui souhaitent découvrir Heroes of Might and Magic III pour lesquels il est la porte d’entrée idéale,. C’est notamment le cas du site Game Revolution, qui le considère comme un bon jeu mais qui explique qu’il risque de décevoir les fans, et du site GameSpot qui juge qu’il n’a que peu de chose à offrir, en dehors de sa campagne, aux vétérans de la série,. Pour le site Eurogamer, sa complexité risque par contre d’effrayer les joueurs débutants et il est donc plutôt conseillé aux fans de stratégie qui recherchent un jeu susceptible de les occuper pendant de long mois.

## Postérité
Surfant sur le succès du jeu, The 3DO Company en publie deux extensions puis une nouvelle suite développée par New World Computing, Heroes of Might and Magic IV, qui sort en mars 2002. Cette dernière introduit plusieurs innovations par rapport aux trois premiers épisodes de la série, aussi bien au niveau des graphismes, avec une carte du monde en 3D isométrique, qu’en matière de gameplay avec de nouvelles fonctionnalités qui permettent par exemple de faire participer les héros aux combats, en prenant la place d'un groupe d'unités, et de choisir les améliorations de certaines unités entre plusieurs options. Comme son prédécesseur, le jeu rencontre un certain succès critique qui pousse 3DO a en publier deux extensions : The Gathering Storm en septembre 2002 puis Winds of War en février 2003, qui incluent notamment de nouvelles campagnes et de nouvelles créatures.
Après la banqueroute de 3DO en 2003, la franchise est rachetée par Ubisoft qui en tire trois nouvelles suites : Heroes of Might and Magic V (2006), Might and Magic: Heroes VI (2011), et Might and Magic: Heroes VII (2015).